# Lascoria albibasalis
Lascoria albibasalis là một loài bướm đêm trong họ Noctuidae.